# Чистяков, Валерий Леонидович
Валерий Леонидович Чистяков (30 мая 1939, Ярославль — 24 июля 1990) — советский футболист, вратарь, тренер. Мастер спорта СССР.
Всю карьеру провёл в команде «Химик» / «Шинник» Ярославль в 1958—1969 годах. Играл в классе «Б» кроме 1964 года, когда провёл 15 матчей в первой группе класса «А». В гостевой игре против ЦСКА 20 июля (2:10) пропустил 10 голов. За 12 сезонов провёл 207 матчей, пропустил 188 голов.
Работал директором футбольной школы, тренером (1979—1983), начальником команды (1984) и старшим тренером (1985—1988) «Шинника».
Скончался в июле 1990 года в возрасте 51 года.